# La Collada (Estoer)
La Collada és un pas de muntanya dels contraforts nord-orientals del Massís del Canigó, a 872 metres d'altitud, en el límit dels termes comunals de Clarà i Villerac i d'Estoer, tots dos a la comarca del Conflent (Catalunya del Nord). Està situada a la sona sud-ost del terme de Clarà i Villerac i al sud-oest del d'Estoer. És al nord-est del Pic de Pradells, a prop al nord del Roc del Moro i a ponent de la Terma, d'Estoer.